# Montefalcone di Val Fortore
Montefalcone di Val Fortore là một đô thị ở tỉnh Benevento trong vùng Campania, có vị trí khoảng 80 km về phía đông bắc của Napoli và khoảng 30 km về phía đông bắc của Benevento. Tại thời điểm ngày 31 tháng 12 năm 2004, đô thị này có dân số 1.766 người và diện tích là 41,8 km².
Montefalcone di Val Fortore giáp các đô thị: Castelfranco in Miscano, Foiano di Val Fortore, Ginestra degli Schiavoni, Roseto Valfortore, San Giorgio La Molara.

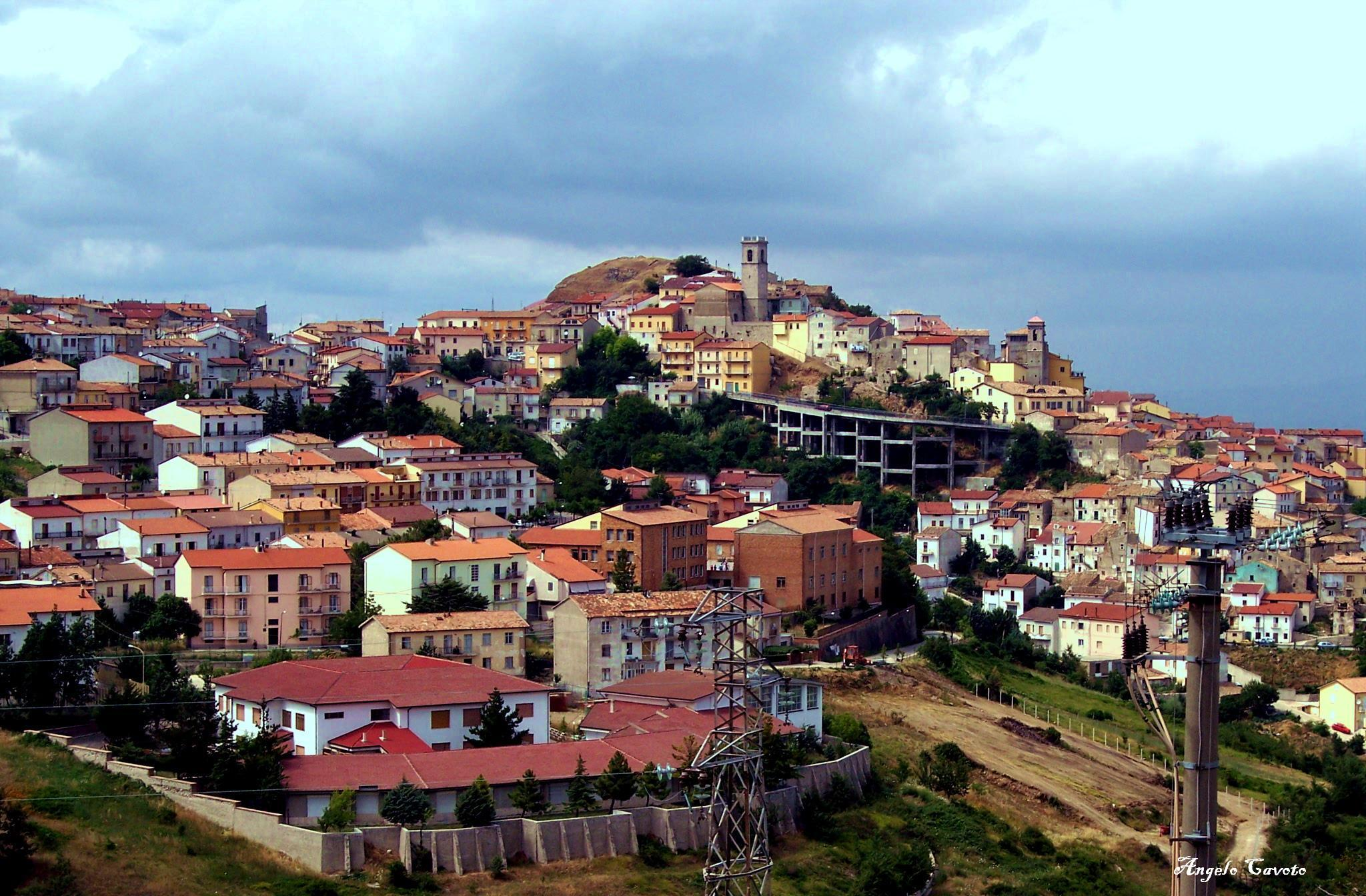
Montefalcone.